# Cryptoparlatoreopsis
Cryptoparlatoreopsis är ett släkte av insekter. Cryptoparlatoreopsis ingår i familjen pansarsköldlöss.
Kladogram enligt Catalogue of Life:
| Cryptoparlatoreopsis | \| \| Cryptoparlatoreopsis euphorbiae \| \| \| \| \| \| Cryptoparlatoreopsis halli \| \| \| \| \| \| Cryptoparlatoreopsis longispina \| \| \| \| \| \| Cryptoparlatoreopsis meccae \| \| \| \| \| \| Cryptoparlatoreopsis spinosissima \| \| \| \| \| \| Cryptoparlatoreopsis targioniopsis \| \| \| \| \| \| Cryptoparlatoreopsis tlaiae \| \| \| \| |
|                      | \| \| Cryptoparlatoreopsis euphorbiae \| \| \| \| \| \| Cryptoparlatoreopsis halli \| \| \| \| \| \| Cryptoparlatoreopsis longispina \| \| \| \| \| \| Cryptoparlatoreopsis meccae \| \| \| \| \| \| Cryptoparlatoreopsis spinosissima \| \| \| \| \| \| Cryptoparlatoreopsis targioniopsis \| \| \| \| \| \| Cryptoparlatoreopsis tlaiae \| \| \| \| |
|                      | Cryptoparlatoreopsis euphorbiae |
|                      | |
|                      | Cryptoparlatoreopsis halli |
|                      | |
|                      | Cryptoparlatoreopsis longispina |
|                      | |
|                      | Cryptoparlatoreopsis meccae |
|                      | |
|                      | Cryptoparlatoreopsis spinosissima |
|                      | |
|                      | Cryptoparlatoreopsis targioniopsis |
|                      | |
|                      | Cryptoparlatoreopsis tlaiae |
|                      | |